# Formula, Vol. 1
Formula, Vol. 1 è il primo album in studio del cantautore statunitense Romeo Santos (ex Aventura), pubblicato nel novembre 2011.

## Tracce
1. Intro (Fórmula) (featuring George Lopez) – 2:12
2. La diabla – 3:59
3. Que se mueran – 4:10
4. Llévame contigo – 3:46
5. Mi santa (featuring Tomatito) – 3:51
6. Promise (featuring Usher) – 4:12
7. Magia negra (featuring La Mala Rodríguez) – 3:45
8. Soberbio – 4:02
9. Skit (La discusión) (featuring Antony "El Mayimbe" Santos, Luis Vargas & Raulin Rodriguez) – 1:33
10. Debate de 4 (featuring Luis Vargas, Antony "El Mayimbe" Santos & Raulin Rodriguez) – 4:39
11. Rival (featuring Mario Domm) – 4:17
12. La bella y la bestia – 3:56
13. You – 4:08
14. All Aboard (featuring Lil Wayne) – 4:14
15. Outro – 1:59